# Trofeo Matteotti 1973
Il Trofeo Matteotti 1973, ventottesima edizione della corsa, si svolse il 29 luglio 1973 su un percorso di 216 km. La vittoria fu appannaggio del belga Roger De Vlaeminck, che completò il percorso in 5h44'52", precedendo gli italiani Marino Basso e Pierino Gavazzi.

## Ordine d'arrivo (Top 10)
| Pos. | Corridore          | Squadra            | Tempo    |
| ---- | ------------------ | ------------------ | -------- |
| 1    | Roger De Vlaeminck | Brooklyn           | 5h44'52" |
| 2    | Marino Basso       | Bianchi-Campagnolo | a 0'24"  |
| 3    | Pierino Gavazzi    | Jollj Ceramica     | s.t.     |
| 4    | Wladimiro Panizza  | G.B.C.-Sony-Furzi  | s.t.     |
| 5    | Michele Dancelli   | Scic               | s.t.     |
| 6    | Josef Fuchs        | Filotex            | s.t.     |
| 7    | Felice Gimondi     | Bianchi-Campagnolo | s.t.     |
| 8    | Walter Riccomi     | Sammontana         | s.t.     |
| 9    | Wilmo Francioni    | G.B.C.-Sony-Furzi  | s.t.     |
| 10   | Enrico Paolini     | Scic               | s.t.     |